# 운니동
운니동(雲泥洞)은 서울특별시 종로구에 있는 동이다. 법정동으로써 행정동인 종로1·2·3·4가동의 관할하에 있다. 북쪽으로는 계동과 원서동, 동쪽으로는 와룡동과 접해있으며, 남쪽으로는 경운동과 익선동을, 서쪽으로는 안국동과 접하여 있다.

## 유래
운니동이란 지명은 이곳에 있는 운현궁과 니동(泥洞, '이동'이라 칭하기도 함)에서 유래된 것이다. 본래 니동은 익선동과 현 운니동의 경계가 되는 작은 길의 남쪽을 말하는데, 영조 때에 만든 도성지도(都城地圖)에서 이 곳을 '니동'이라 표시하였던 데에서 유래되었다. 또한 운현이라는 이름은 운현궁과 현재 현대그룹 사옥 사이에 있었던 구름고개(雲峴)가 있었는데, 이는 이 곳이 비만 오면 땅이 질척거렸다는 것에서 유래한다. 후일 이 두가지가 합쳐져 운니동이라는 지명을 이루게 되었다.

## 역사
- 조선 전기, 한성부 중부 정선방 관할에 속함
- 1894년, 갑오개혁 당시 행정구역 개편에 의해 돈령계(敦寧契) 니동(泥洞)과 구병조계(舊兵曹契) 니동으로 칭해짐
- 1914년 4월, 행정구역 통폐합에 따라 중부 니동 일부가 운니동이 됨
- 1914년 9월, 출장소 제도 신설로 경성부 북부출장소 운니동이 됨
- 1936년 4월, 운니동에서 운니정(町)으로 명칭 변경
- 1943년 4월, 구(區)제도 실시에 의해 종로구 관할로 편입
- 1946년 10월 1일, 일제잔재 청산에 따라 운니동으로 명칭 환원

## 교통
도로
북쪽 경계부를 따라 안국로가 지나고 있으며, 동의 서쪽 경계를 이루는 삼일로를 따라 종로2가로 향할 수 있다.
대중교통
안국로를 경유하는 버스들을 통해 서울 각지로 이동할 수 있으며, 안국동 사거리에 위치한 안국역에서 서울 지하철 3호선을 이용할 수 있다.

## 문화재
운니동 내의 문화재로는 흥선대원군(興宣大院君) 이하응(李昰應)이 거주하였던 운현궁(사적 257호)이 있다.

## 주요 시설
관공서
- 베네수엘라 대사관

기업 / 법인
- 삼환기업(주)

문화시설
- 주한일본대사관 공보문화원

학교
- 덕성여자대학교 교육대학원
- 운현초등학교